# The Sound of Jazz
The Sound of Jazz war eine Jazz-TV-Sendung von CBS, die am 8. Dezember 1957 live aus dem CBS Studio 58 (Town Theater, 10. Avenue) in New York City übertragen wurde. Der Film ist bekannt für das geballte Aufeinandertreffen von Jazz-Legenden der unterschiedlichsten Stilrichtungen und gehört mit „Jazz an einem Sommerabend“ vom Newport Festival 1958 zu den klassischen Jazzfilmen der 1950er Jahre.
Die Sendung ist insbesondere berühmt dafür, dass sie einige der besten erhaltenen Filmdokumente von solchen Jazzgrößen wie Billie Holiday und Lester Young zeigt und unverfälscht ihre Reaktionen aufeinander einfing – teilweise als Zuhörer im Hintergrund. Holiday und Young, deren Zusammenarbeit in den 1930er Jahren berühmt war, treffen hier nach langer Zeit wieder aufeinander, beide schon durch Drogenprobleme gezeichnet. Lester Young konnte (aus gesundheitlichen Gründen) nur in „Fine and Mellow“ mitspielen und ist auf dem Rest der Aufnahme nicht mehr vertreten. Beide starben weniger als zwei Jahre später 1959. Im Film sieht man ein zustimmendes Nicken von Billie Holiday am Ende von Lester Young´s Solo.
Das Spektrum reichte von einer Swing All-Star Bigband unter Leitung von Count Basie, über Thelonious Monk, der mit eigenem Trio seinen Klassiker „Blue Monk“ spielte, und West-Coast-Musiker wie Gerry Mulligan (der in der Count Basie All-Star Bigband mitspielte) und Jimmy Giuffre (mit seinem Klassiker „The Train and the River“) bis zu Dixieland Jazz unter Leitung von Henry Red Allen.
Die Sendung fand im Rahmen der CBS-Sendereihe „The Seven Lively Arts“ statt. Moderator der anspruchsvollen Reihe, die nur 1957 bis 1958 lief und u. a. auch die erste Fernsehübertragung von Tschaikowskis Nussknacker-Suite brachte, war der damals sehr bekannte TV-Kritiker (New York Herald Tribune) John Crosby. Die musikalische Beratung für den Film lag bei den Jazz-Kritikern Nat Hentoff und Whitney Balliett, von denen auch zusammen mit Herridge die Initiative ausging.
Insgesamt nahm das Treffen zwei aufeinanderfolgende Tage in Anspruch, am Tag zuvor waren die Proben, nachdem Billie Holiday viele der Musiker zu sich zum Essen einlud (sie war bester Laune und ausgelassen). Die Stimmung der Musiker war wegen des unerwarteten Wiedersehens und Zusammenspiels oft nach vielen Jahren gut. Das Wetter in New York war an beiden Tagen allerdings schlecht (Schneesturm) und einige Musiker fühlten sich nicht gut. Lester Young war gedrückter Stimmung, zu den Proben erschien er in Pantoffeln und auf die anschließende Party von Billie Holiday ging er nicht mit.
Der einstündige Film ist auch als VHS/DVD herausgekommen, von dem allerdings verschieden geschnittene Versionen existieren (CBS ließ das Copyright auslaufen).

## Stücke
Im Fernsehfilm:
- (1) The Count Blues – Basie, Green und Eddie Jones spielen während John Crosby Einleitungsworte spricht.

- (2) Open All Night (Fast and Happy Blues) – Count Basie All Stars. Die „All American Rhythm Section“ des Count Basie Orchesters der 1930er und 1940er Jahre ist fast vollständig bis auf Walter Page am Bass, der zur Zeit der Aufnahmen zu krank war (er war noch bei den Proben am Tag zuvor dabei, brach aber auf dem Weg ins Fernsehstudio zusammen und starb 2 Wochen nach den Aufnahmen) und nur auf der LP zu hören ist. Eddie Jones aus der Basie Band ersetzte ihn.

- (3) Rosetta (von Earl Hines, William Henri Woode), mit der von Henry Red Allen geführten Dixieland Combo, an der auch Swing Musiker wie Rex Stewart und Coleman Hawkins teilnehmen.

- (4) Wild Man Blues (von Louis Armstrong): Besetzung wie bei „Rosetta“.

- (5) Blue Monk – Thelonious Monk Trio. Man sieht Basie (der direkt am Klavier Monk beobachtet), Rushing und Hawkins im Hintergrund zuhören. Monk war schon damals eine Legende des Bebop und erfüllt mit Schiebermütze und Sonnenbrille auch äußerlich die Erwartungen.

- (6) I Left My Baby – Der alte Weggefährte von Basie (schon Ende der 1920er Jahre), der Blues-Shouter Jimmy Rushing singt begleitet von den Count Basie All Stars (Besetzung wie in „Open All Night“)

- (7) Dickie's Dream – Count Basie All Stars wie in „Open All Night“. Billie Holiday betritt das Studio und ist zu sehen wie sie im Hintergrund zuhört und auch kurz mit Basie am Klavier spricht.

- im Fernsehfilm folgte nun eine Werbeunterbrechung für die Ed Sullivan Show.

- (8) Fine and Mellow, Billie Holiday singt mit den „Mal Waldron All Stars“. Nach Nat Hentoff der unbestrittene Höhepunkt des Films.[3] „Nach vier Takten Intro singt Billie die erste Strophe. Cheatham untermalt mit gedämpfter Trompete. Die Stimme ist erschöpft, brüchig, doch von einem Ausdruck, der unter die Haut geht.“ Auf jede gesungene Strophe folgen zwei Chorusse, in denen jeweils zwei Instrumentalisten Solo spielen, in der Reihenfolge: Webster, Mulligan, Young, Vic Dickenson, Mulligan, Hawkins, Eldridge. „Ein Blues von der traurigen Sorte, doch die Aufnahme gehört zu den Sternstunden des Jazz.“[4]

- (9) The Train and the River – Jimmy Giuffre Trio. Giuffre erläutert zusätzlich sein Stück. Möglicherweise sahen die Produzenten darin damals die Zukunft des Jazz.

- (10) Blues My Naughty Sweetie Gave to Me (Blues Jam), das Schlussstück mit dem Modernisten Jimmy Giuffre und dem Dixieland-Musiker Pee Wee Russell im Duett auf der Klarinette.

Auf einigen DVD Ausgaben fehlt der Beitrag von Monk, dafür sind zusätzlich manchmal noch:
- „Jumpin' With Symphony Sid“; Count Basie Orchester
- „South“; Coleman Hawkins und Red Allen
- „Dali“ Coleman Hawkins

Auf der LP von Columbia Records, 1958
Bei der LP handelt es sich nicht um Mitschnitte der Fernsehsendung, sondern um Aufnahmen vier Tage vorher am 5. Dezember 1957 im CBS Studio. Mulligan fehlt (er hatte zu hohe Gagen gefordert) und ist durch Harry Carney ersetzt. Monk – der für seine Unzuverlässigkeit bekannt war – war für die Plattenaufnahmen nicht erschienen (und es war bis zuletzt unsicher, ob er zu den Fernsehaufnahmen erscheinen würde). Zusätzlich spielt Frank Rehak (Posaune) statt Benny Morton. Mal Waldron, der als noch relativ unbekannter Begleiter von Billie Holiday dabei war, hat durch den Ausfall von Monk ein zusätzliches Solo mit seiner Komposition Nervous.
Seite 1
- 1. Wild Man Blues
- 2. Rosetta
- 3. Fine and Mellow
- 4. Blues

Side 2
- 5. I Left My Baby
- 6. The Train and the River
- 7. Nervous – Mal Waldron (Solo am Klavier)
- 8. Dickie's Dream

## Verweise
1. ↑  Die Umstände des Konzerts, natürlich mit Billie Holiday in zentraler Rolle, werden am Ende der Billie Holiday Biographie von Julia Blackburn (Berlin Verlag 2006) detailliert geschildert
2. ↑  bei denen auch Milt Hinton Fotos schoss
3. ↑  Vgl. Hentoff Fine and Mellow (NPR)
4. ↑   Bernd Klostermann, in Hans-Jürgen Schaal (Hrsg.): Jazz-Standards. Das Lexikon. 3., revidierte Auflage. Bärenreiter, Kassel u. a. 2004, ISBN 3-7618-1414-3, S. 149.